# Epítimos
Epítimos (en griego antiguo: Ἐπίθιμος) fue un alfarero ático, activo en Atenas a mediados del siglo VI a .C. Perteneció al grupo de los Pequeños maestros.
Tres copas de los pequeños maestros firmadas  EPITIMOS EPOIESEN por él han sobrevivido y se conservan en Copenhague (Museo Nacional de Dinamarca 13966), Nueva York (Museo Metropolitano de Arte 25.78.4) y Malibú (Museo J. Paul Getty 86.AE.157), que fueron pintados por Lido en su último período (vésae Pintor de Epítimos).